# Black Horse
Black Horse, également connu sous le nom de Tu-ukumah, est un chef de guerre comanche. Il participe à la guerre de la rivière Rouge avant d'effectuer sa reddition à Fort Sill au début de l'année 1875. Il acquiert une forte notoriété auprès des Blancs en 1876-1877 lors de la guerre des chasseurs de bisons.